# San Matías (Ángel Sandóval)
El municipio de San Matías, cuya capital también se denomina San Matías, se encuentra en la provincia de Ángel Sandoval, departamento de Santa Cruz, país Bolivia y continente de la América del Sur o Sudamérica.
Las principales actividades productivas son la ganadería y la explotación forestal. Debido a la abundancia de pasto natural, la ganadería, especialmente la bovina, está muy desarrollada. Aunque, por tratarse de una región fronteriza, hay también intensa actividad comercial.

## Clima
El clima de San Matías puede ser clasificado como clima tropical de sabana (Aw), de acuerdo con la clasificación climática de Köppen.
- Datos: Q6119389